# Pierre Wigny
Barone Pierre Wigny (Liegi, 18 aprile 1905 – Bruxelles, 21 settembre 1986) è stato un politico belga, membro del Partito Sociale Cristiano unitario e poi del Partito Sociale Cristiano francofono.

## Biografia
Dottore in giurisprudenza presso l'Université catholique de Louvain e dottore in Scienze giuridiche presso l'Università di Harvard, di professione avvocato, è stato membro della Camera dei rappresentanti dal 1949 al 1971. È stato anche membro dell'Assemblea comune della Comunità europea del carbone e dell'acciaio dalla sua istituzione nell 1952 fino al 1958, ed è stato il secondo presidente del gruppo della Democrazia Cristiana, il predecessore del Gruppo del Partito Popolare Europeo, nel 1958.

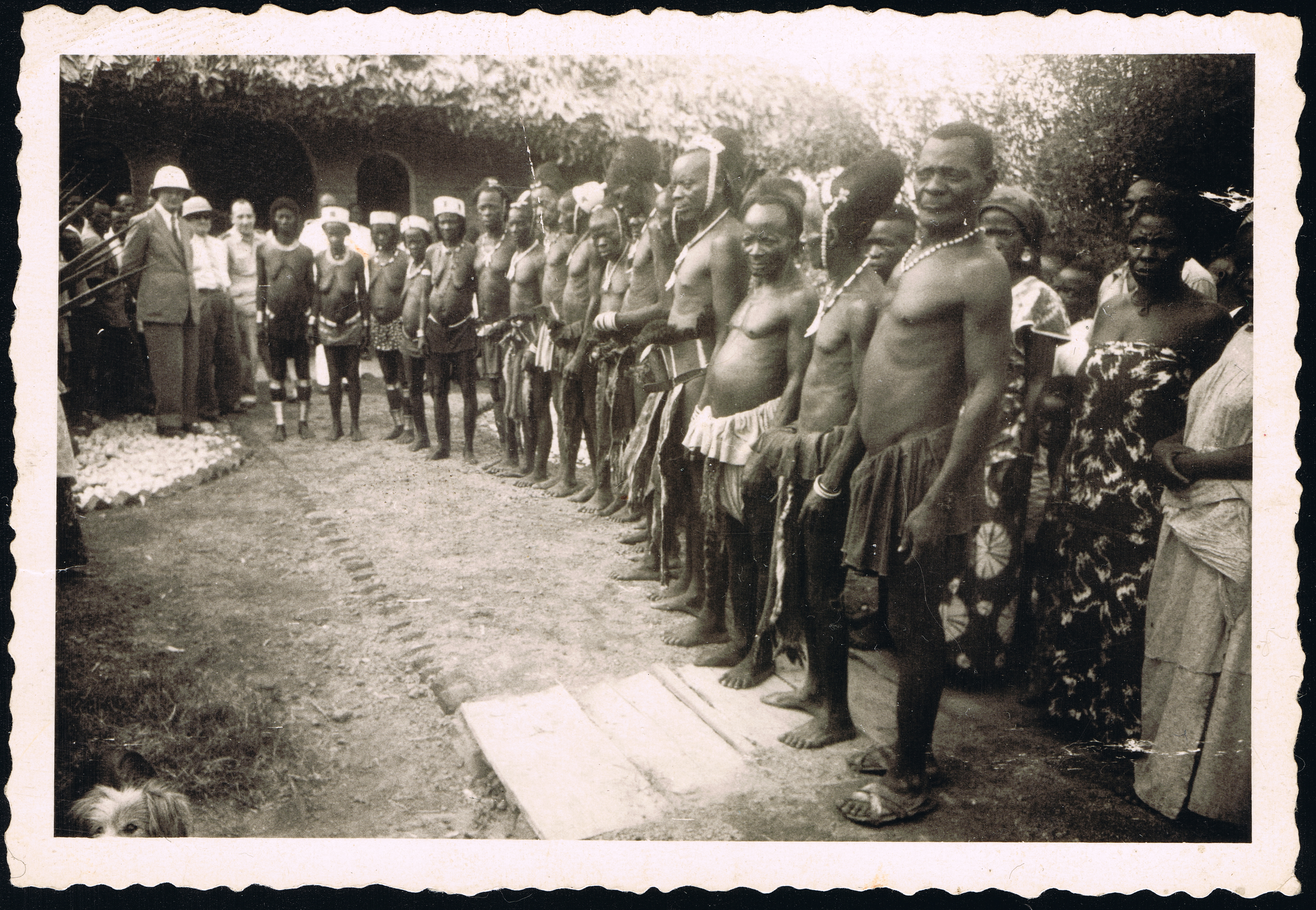
Incontro tra Wigny e la popolazione di Kalima nell'ex colonia del Congo belga nel 1948.

È stato ministro delle Colonie dal 1947 al 1950, ministro degli Affari Esteri dal 1958 al 1961, ministro della Giustizia dal 1965 al 1966 e Ministro della cultura del governo della Comunità francofona dal 1966 al 1968.
Ha ricevuto la medaglia Robert Schuman nel 1986.